# Salatiga
Salatiga (javánsky ꦯꦭꦠꦶꦒ) je město v Indonésii s přibližně 175 tisíci obyvateli. Nachází se v provincii Střední Jáva 40 km na jih od Semarangu.
Nejpočetnějším etnikem jsou Javánci. Okolo čtyř pětin obyvatel vyznává islám a pětina se hlásí k různým křesťanským denominacím. Podle šetření nevládní organizace Setara Institute má Salatiga nejvyšší míru náboženské tolerance v Indonésii. Sídlí zde soukromá křesťanská univerzita Satya Wacana.
Město se nachází na úpatí sopek Merbabu a Telomoyo. Má nadmořskou výšku přes 500 metrů a mírné klima. Převládá textilní a potravinářský průmysl, v okolí se pěstuje ovoce, zelenina, rýže, kávovník a chinovník. Nedaleko se nachází jezero Rawa Pening.
Byla zde objevena kamenná deska s nápisem, který datuje založení města do roku 750. V roce 1749 zde Sjednocená východoindická společnost zřídila opěrný bod a v roce 1917 dostala Salatiga městskou samosprávu. Nachází se zde řada památek koloniální architektury a hodinový sloup Tugu Jam Tamansari. 
V roce 1876 se dostal do Salatigy s nizozemskou armádou básník Arthur Rimbaud, zakrátko však dezertoval.